# Chiesa di San Bartolomeo (Collodi)
La chiesa di San Bartolomeo  si trova a Collodi, una frazione di Pescia, in provincia di Pistoia, appartenente all'Arcidiocesi di Lucca.

## Storia
Risalente al XII secolo, è stata più volte modificata. Situata in cima al paese "vecchio", espleta le funzioni parrocchiali nella chiesa "nuova" nella parte bassa del paese.

## Descrizione
All'interno sono custodite una preziosa tavola raffigurante la Madonna in trono e santi della prima metà del XVI secolo, una Vergine con Bambino (attribuita a Fra Felice da Sambuca), una scultura policroma della seconda metà del XV secolo e un venerato Crocifisso seicentesco di Santi Guglielmi. La scultura del Cristo veniva portata in processione dalla chiesa fino a Veneri, come rendimento di grazie per lo scampato pericolo dalla peste del 1631, ed era oggetto di grande devozione da parte degli abitanti di Collodi e delle popolazioni dei centri vicini.
In canonica, San Bartolomeo, statua lignea attribuibile alla bottega di Jacopo della Quercia.